# Хуссам ибн Сауд Аль Сауд
Хусса́м ибн Сау́д ибн Абду́л-Ази́з Аль Сау́д (араб. حسام بن سعود بن عبد العزيز آل سعود‎; род. 23 мая 1960, Джидда) — саудовский принц, бизнесмен и губернатор округа Эль-Баха с апреля 2017 года.

## Биография
Принц Хуссам родился 23 мая 1960 года в Джидде, в семье короля Сауда. Его матерью была Нора бинт Абдулла Аль Дамер.
Выпускник Университета короля Сауда в области экономики. Имеет степень магистра экономики в Лондонской школе и докторскую степень в области теории безработицы и её влияния на политику от Лондонского университета.
Бизнесмен, владелец компаниями «Arabian Plastic Compound и NAHL Water Factory» и председатель «Saudi-Kuwait Holding». Ранее был председателем компании «Zain».
В апреле 2017 года возглавил регион Эль-Баха, сменив своего старшего единокровного брата Мишари.
Женат, у него 5 детей.